# Diplonephra
Diplonephra là một chi bướm đêm thuộc họ Noctuidae.

## Loài
- Diplonephra ditata (Lucas, 1892)